# Пухівка струнка
Пухівка струнка (Eriophorum gracile) — вид трав'янистих рослин родини осокові (Cyperaceae), поширений у Євразії й Північній Америці. Етимологія: лат. gracilis — «стрункий».

## Опис

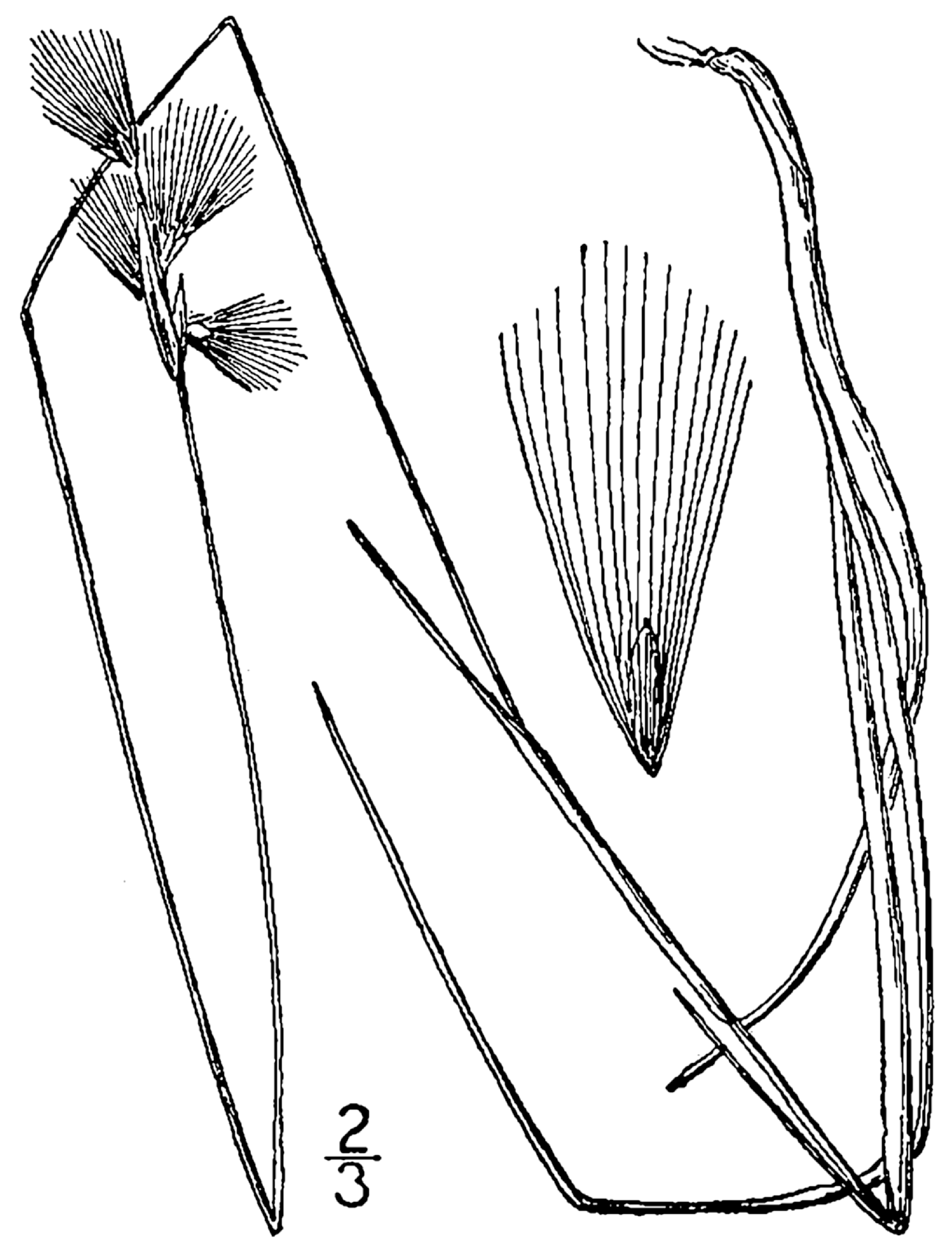

Багаторічна рослина 25–60 см заввишки. Листки 3-гранні майже по всій довжині. Суцвіття з 3–6 колосків, яйцюваті, 7–9 мм завдовжки. Колоскові луски яйцеподібні, зеленуваті або бурі, з декількома жилками. Кінчики щетинок нерозгалужені. Кореневища довго повзучі, стрункі. Стебла стрункі, ± 3-х кутові, гладкі або іноді шершаві під суцвіттям. Горішки жовтувато-коричневі, довгасті, ≈ 3 мм, стиснуті 3-сторонньо.

## Поширення
Європа: Австрія, Ліхтенштейн, Бельгія, Люксембург, Боснія і Герцеговина, Велика Британія, Естонія, Латвія, Литва, Болгарія, Чехія, Хорватія, Данія, Фінляндія, Франція, Німеччина, Греція, Ірландія, Швейцарія, Нідерланди, Іспанія, Угорщина, Італія, Норвегія, Польща, Росія, Румунія, Словаччина, Словенія, Сербія, Швеція, Україна; Азія: Китай, Японія, Казахстан, Корея, Росія; Північна Америка: Канада, США, Сен-П'єр і Мікелон. Населяє луки, болота, береги, зазвичай торф'яні, кислі субстрати; 0–4000 м н. р. м.
В Україні зростає на осоково-мохових болотах і заболочених луках — у Прикарпатті, Поліссі, нерідко; в Лісостепу, спорадично. Входить у переліки видів, які перебувають під загрозою зникнення на територіях Закарпатської, Київської, Львівської, Хмельницької областей.